# Tom Fleetwood
Tom Fleetwood (sinh năm 1888) là một cầu thủ bóng đá từng thi đấu ở Football League cho Everton, Rochdale và Oldham Athletic.